# Donna Vrijhof
Donna Vrijhof (Rotterdam, 1 december 1975) is een Nederlandse (stem)actrice en voice-over.

## Opleiding en werk
Donna Vrijhof volgde de Toneelacademie in Maastricht en studeerde in twee richtingen af. In 2002 deed zij dat als docent drama en regisseur; een jaar later ontving zij ook haar acteursdiploma. Na haar afstuderen speelde Donna als actrice bij diverse gezelschappen waaronder Het Nationale Toneel, Het Vervolg, De Wetten van Keppler en Productiehuis Brabant.
Tijdens haar studie begon Vrijhof met het inspreken van reclamefilmpjes en tekenfilms. Zij is fulltime stemactrice en voice-over.

## Theater
- 2005 Phedre (Het Nationale Toneel)
- 2005 Are You Ready For Love (Productiehuis Brabant)
- 2005 Nine De Musical (Stichting Op Naar Het Bos)
- 2005 Alles Moet Weg (Els Inc)
- 2004 Ivanov (Het Nationale Toneel)
- 2004 De Getemde Feeks (Het Vervolg)
- 2003 Cyrano De Bergerac (Het Nationale Toneel)
- 2003 Brievenbus Naar Het Hart (Theater aan het Spui)
- 2002 Zitten Waar Je Zit (Het Laagland)

## Tekenfilms, animatiefilms, series en videospellen
- Angelina Ballerina als Mama Muizeling
- Barnyard als Abby
- Being Ian als Mama
- Camp Rock als Tess Tyler
- Casper het Spookje als Mama
- ChalkZone als Rudy Taboothie
- Danny Phantom als Paulina en Kitty
- DC League of Super-Pets als Merton McSnurtle / Terrific Whatzit
- De kleine Zeemeermin als Atina
- Diego als Alicia
- El Tigre als Frida
- Elemental als overige stemmen
- Flapjack als Memmie
- Finding Dory als Loreta Visser
- George of the Jungle als overige stemmen
- Genie in the House als Caroline
- The Good Dinosaur als Downpour
- Grand Turismo als voice-over
- Handy Manny als Kelly
- Huntik als Sophie Casterwill
- Hotel Transylvania 3: Summer Vacation als overige stemmen
- iCarly als Mevrouw Benson
- Kappa Mikey als Mitsuki
- Lady en de Vagebond II: Rakkers Avontuur als Lady
- Mighty B. als Penny
- Monsters at Wokr als Sunny
- My Little Pony - Vriendschap is betoverend als Rarity, Princess Celestia, Twist en Maud Pie
- Pokémon als overige stemmen
- Professor Layton vs. Phoenix Wright: Ace Attorney als Anemoon LeFeu
- Totally Spies als Mindy
- Winx Club als overige stemmen
- World of Winx Venomya
- Phineas en Ferb als overige stemmen
- Sesamstraat als Miesje Mooi en haar moeder
- Shrek Forever After als Amber de heks
- Skyland als Diwan
- Star Wars: The Bad Batch als Bragg
- T.U.F.F. Puppy als Zippy
- Teen Titans Go! als Starfire
- The Incredibles als Lieve Best
- The Secret Show als Oma
- Tractor Tom als Boerin Fie
- Yin Yang Yo als Yin
- The Lego Batman Movie als Catwoman
- Monster High als Frankie Stein
- Violetta als Angie
- De prinses en de kikker als overige stemmen
- Disney Infinity spellen als Tia Dalma
- WALL-E als overige stemmen
- What If...? als Peggy Carter / Captain Carter en Proxima Midnight

## Reclamefilms
- Kellog’s Special K
- Philadelphia
- It’s
- Autodrop
- Huishoudbeurs
- Hyundai
- Omniversum
- Quaker
- Jamba
- All You Need Is Love
- Suzuki
- Nickelodeon
- ING
- Andrelon
- De Luchtmacht
- Dora
- Transavia
- Disney Channel
- KPN
- Restless Legs
- Microsoft
- FNV Bondgenoten
- KRO
- Cosmopolitan
- VPRO
- Combifoto
- Jamba
- DIO drogisterijen
- Mac Donald’s
- Axe
- Mentos
- VVV Irischeque
- Boekpromotie Carry Slee
- Indian Summer festival.

## Computerspellen
- Spyro: A Hero's Tail als Vlammetje (Flame)
- Disney Infinity - Tia Dalma
- Disney Infinity 2.0: Marvel Super Heroes - Black Widow
- Disney Infinity 3.0 - Black Widow, Dory, Afkeer, Aayla Secura